# فرانتس وبر (بازیگر)
فرانتس وبر (آلمانی: Franz Weber؛ ۲۴ مارس ۱۸۸۸ – ۱۰ اوت ۱۹۶۲) بازیگر اهل آلمان بود.
از فیلم‌ها یا برنامه‌های تلویزیونی که وی در آن نقش داشته‌است می‌توان به سنگدل، ازدواج فیگارو و جزیره اشاره کرد.